# Herbert Zand
Herbert Zand (* 14. November 1923 in Knoppen (Gemeinde Pichl-Kainisch), Salzkammergut; † 14. Juli 1970 in Wien) war ein österreichischer Erzähler, Lyriker, Essayist und Übersetzer.

## Leben
Herbert Zand wurde in kleinbäuerlichen Verhältnissen geboren. Im Zweiten Weltkrieg wurde er an der Ostfront schwer verwundet. Er lebte ab 1954 als Verlagslektor in Wien, ab 1961 war er Mitarbeiter der Österreichischen Gesellschaft für Literatur. Sein erzählerisches Werk ist geprägt von der traumatischen Erfahrung des Kriegs, Leitmotive sind Tod und Ausweglosigkeit. Konflikte in der Wiener Nachkriegsgesellschaft thematisiert sein Hauptwerk „Erben des Feuers“ (1961). Herbert Zands Werk ist geprägt von poetischer Kraft und tiefem Ernst in Bezug auf sein literarisches Schaffen. Er verfasste auch zahlreiche kulturpolitische Essays.
Der Krieg als Thema hat ihn auf Grund seiner traumatischen Erfahrung ein Leben lang beschäftigt. In einem Interview sagte er 1953: „Der Anlass ein Kriegsbuch zu schreiben, war das Leiden, das ich mitansehen musste und die Erschütterung darüber, nicht etwa die Versuchung, ein sensationelles Buch auf den Markt zu bringen, und ich habe auch auf alle Kunstgriffe dieser Art verzichtet. Die Menschen leiden noch immer, sie leiden noch auf ähnliche Art, und insofern ist es eigentlich kein Buch über den Zweiten Weltkrieg, vielmehr ein Buch über den modernen Krieg überhaupt geworden.“ (Nachlass Herbert Zand; Österreichisches Literaturarchiv; Signatur 1/W200/1)
Herbert Zand starb 47-jährig an den Folgen seiner Kriegsverletzungen. Am Haus in der Wiener Oppolzergasse 4 (Innere Stadt), in dem er von 1953 bis 1967 gewohnt und gearbeitet hat, wurde ihm zu Ehren eine Gedenktafel angebracht.
Bereits kurz nach Zands Tod galt sein Weltkriegsroman Letzte Ausfahrt, der das Kriegsgeschehen existenzialistisch deutete, als „wohl die überzeugendste und tiefgründigste Darstellung des Zweiten Weltkriegs in der österreichischen Literatur“.

## Werke
- Gesammelte Werke, herausgegeben von Wolfgang Kraus, 6 Bände, 1971–1973.

### Lyrik
- Die Glaskugel (1953)
- Aus zerschossenem Sonnengeflecht (1973)

### Romane
- Die Sonnenstadt (1949)
- Letzte Ausfahrt (1953)
- Der Weg nach Hassi el emel (1955)
- Erben des Feuers (1961)

### Erzählungen, Essays, autobiographische Aufzeichnungen
- Kerne des paradiesischen Apfels. Aufzeichnungen. Wien (Europa Verlag) 1971, ISBN 3-203-50386-7
- Demosthenes spricht gegen die Brandung. Erzählungen. Wien (Europa Verlag) 1972, ISBN 3-203-50403-0
- Träume im Spiegel. Essays. Wien (Europa Verlag) 1973, ISBN 3-203-50448-0

## Preise und Auszeichnungen
- Anton Wildgans-Preis 1966
- Förderungspreis der österreichischen Industrie 1966
- Förderungspreis zum Österreichischen Staatspreis für Literatur 1952
- Literaturpreis des Landes Steiermark 1974 (posthum verliehen)